# Église de Waiola
L'église de Waiola (en anglais : Waiola Church) est un édifice religieux situé à Lahaina, à Hawaï.  Elle est inscrite au Registre national des lieux historiques.

## Histoire
Avec son cimetière, elle est le site d'une mission historique établie en 1823 sur l'île de Maui.
Initialement appelée église de Waineʻe  (en Waineʻe Church) jusqu'en 1953, le cimetière est le dernier lieu de repos des premiers membres de la famille royale du royaume d'Hawaï comme Keōpūolani.
En 1894, l'église est détruite par un incendie et reconstruite, mais en août 2023, l'église est de nouveau détruite lors des feux de forêt de 2023. Plus concrètement, le sanctuaire principal, l'annexe et la salle sociale de l'édifice sont détruits.

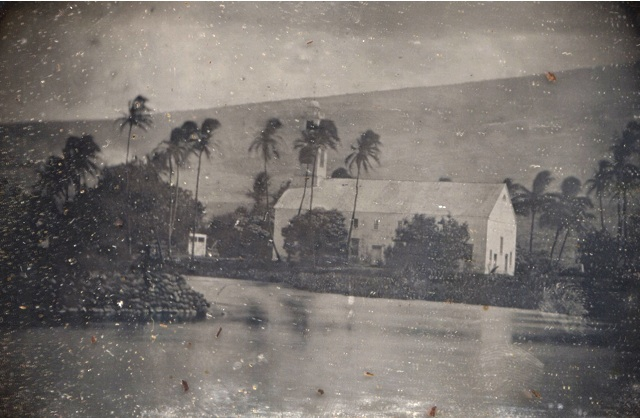
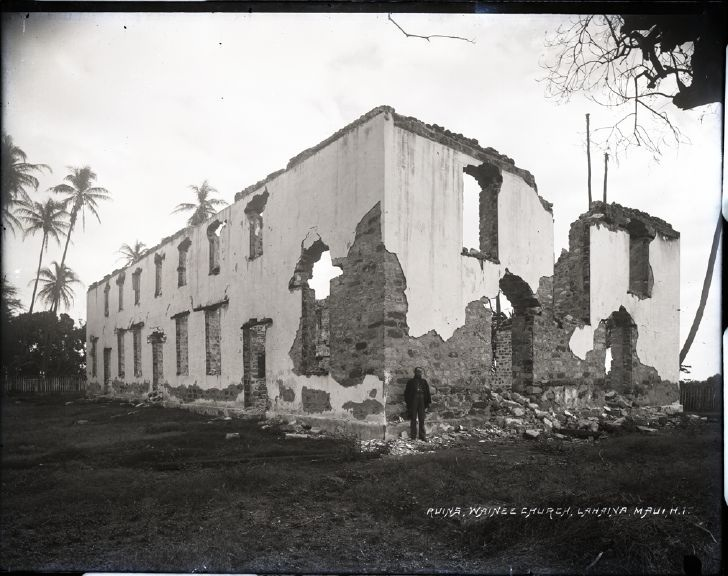
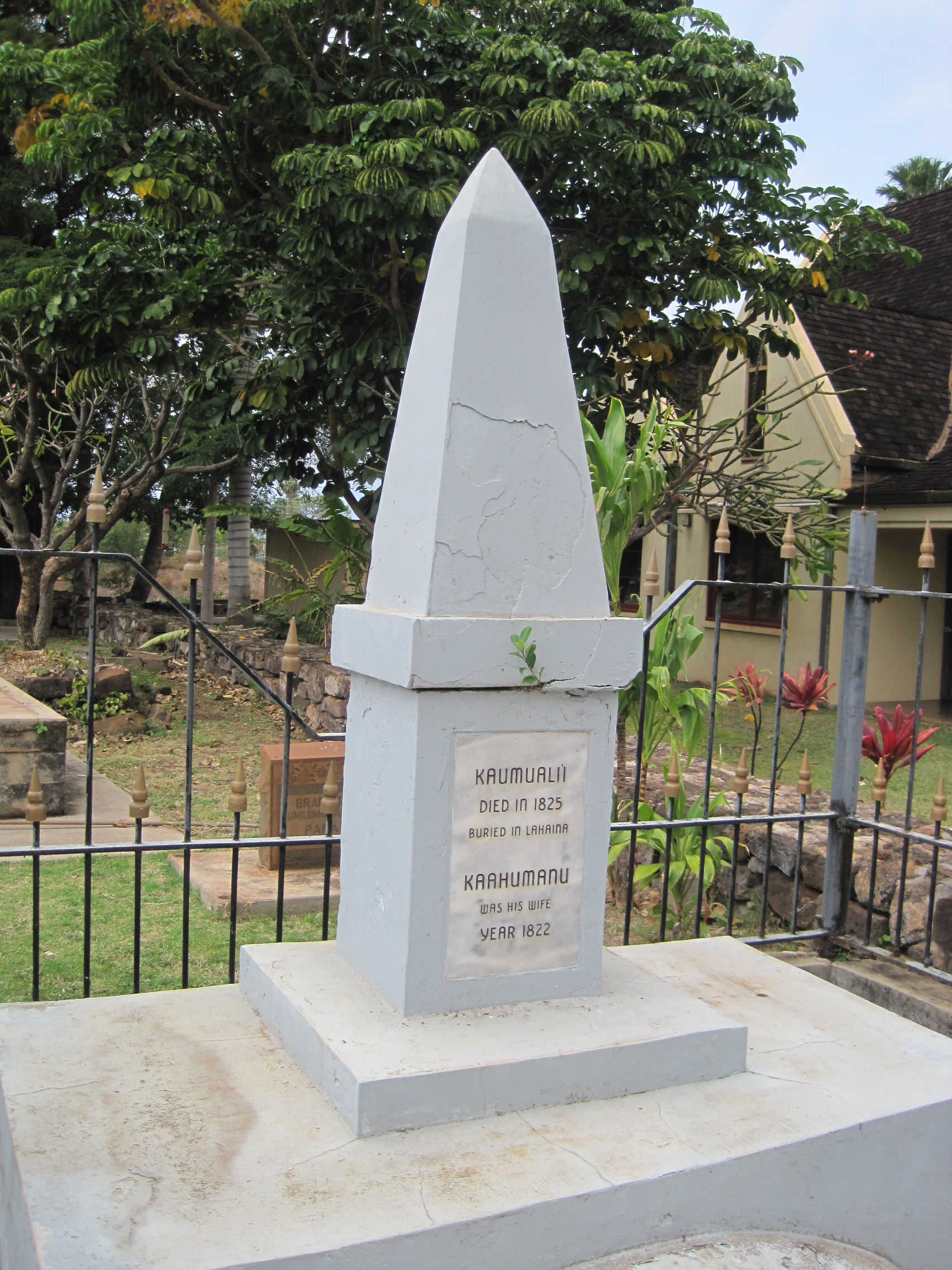
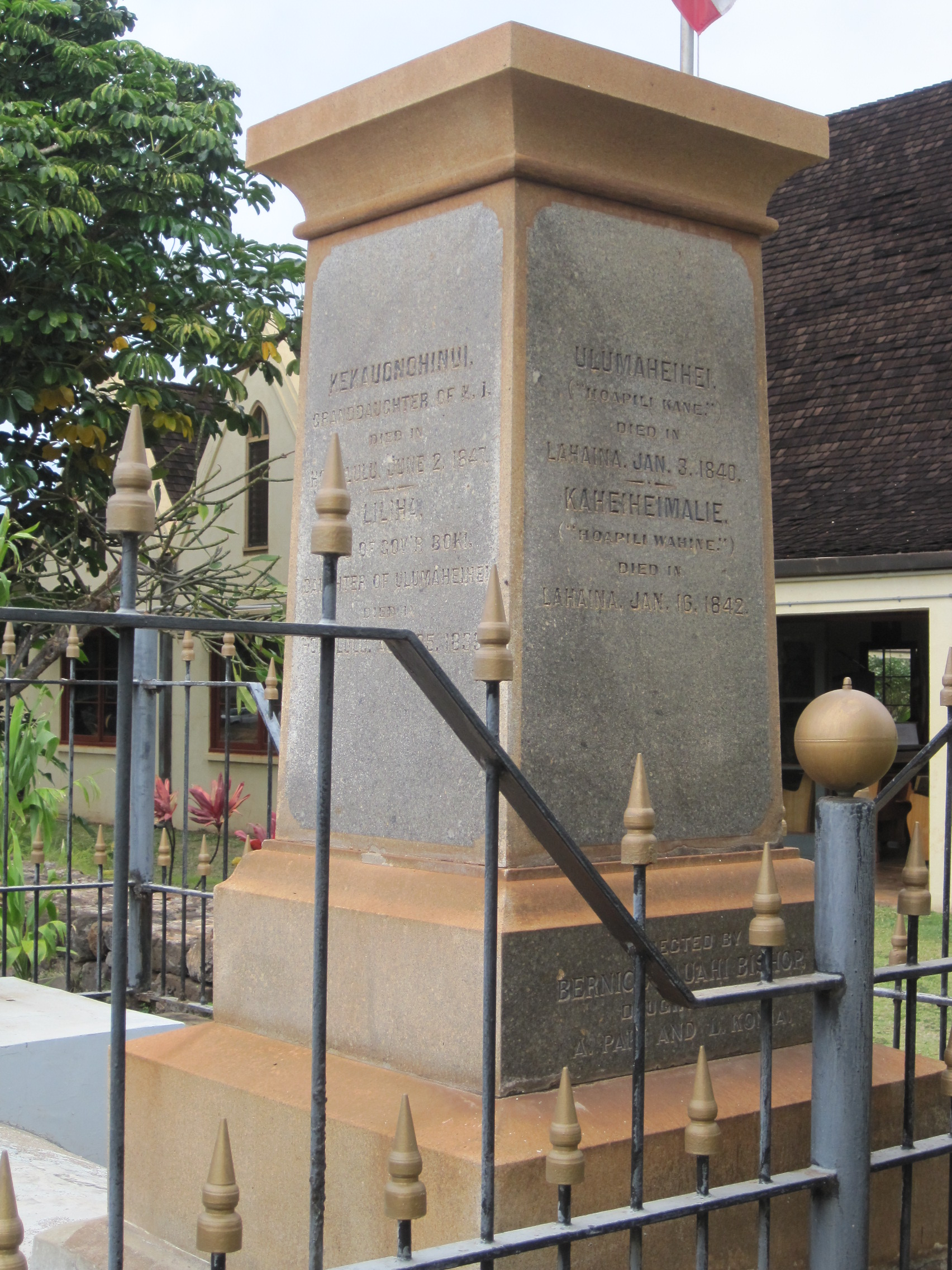
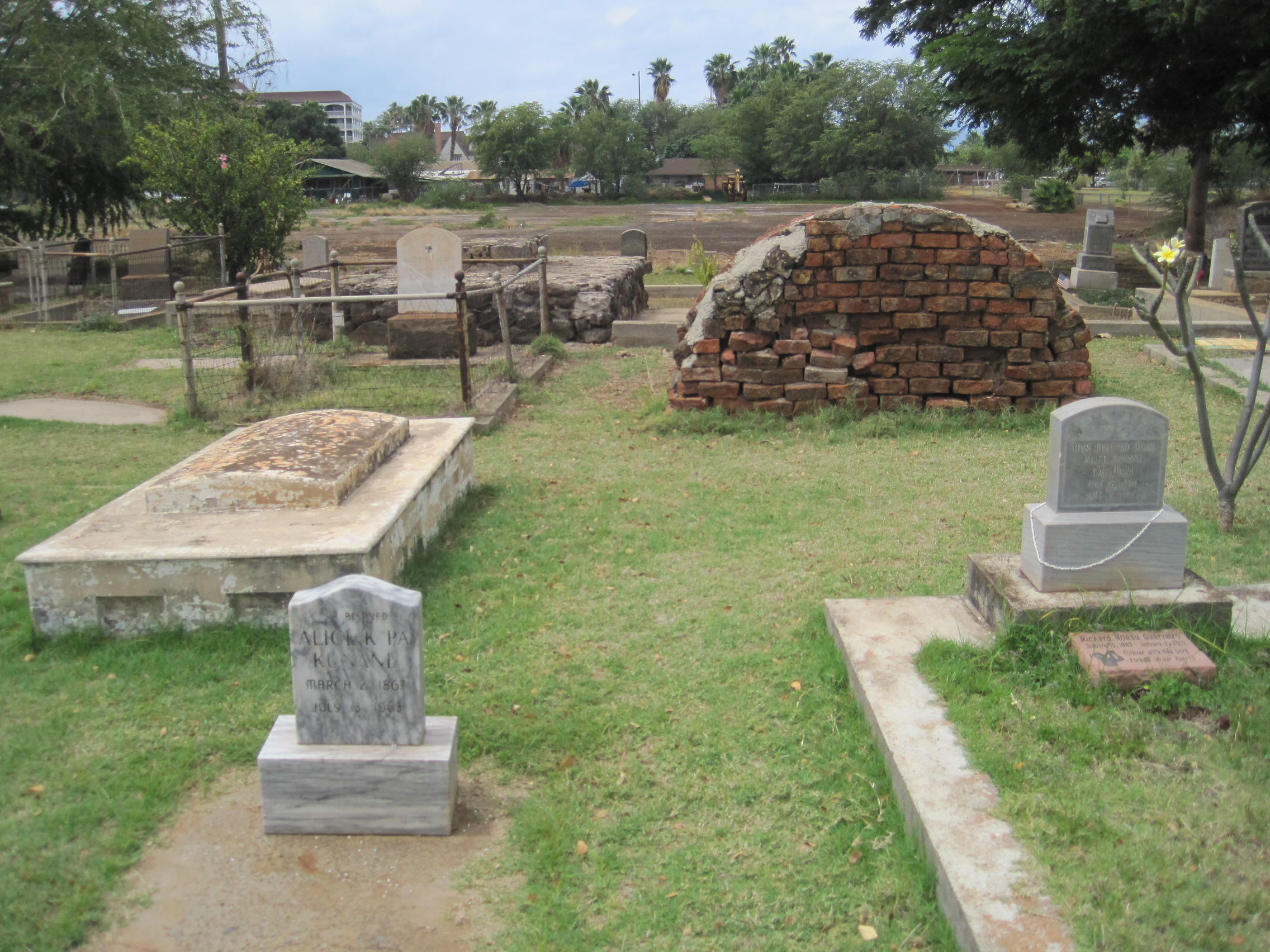
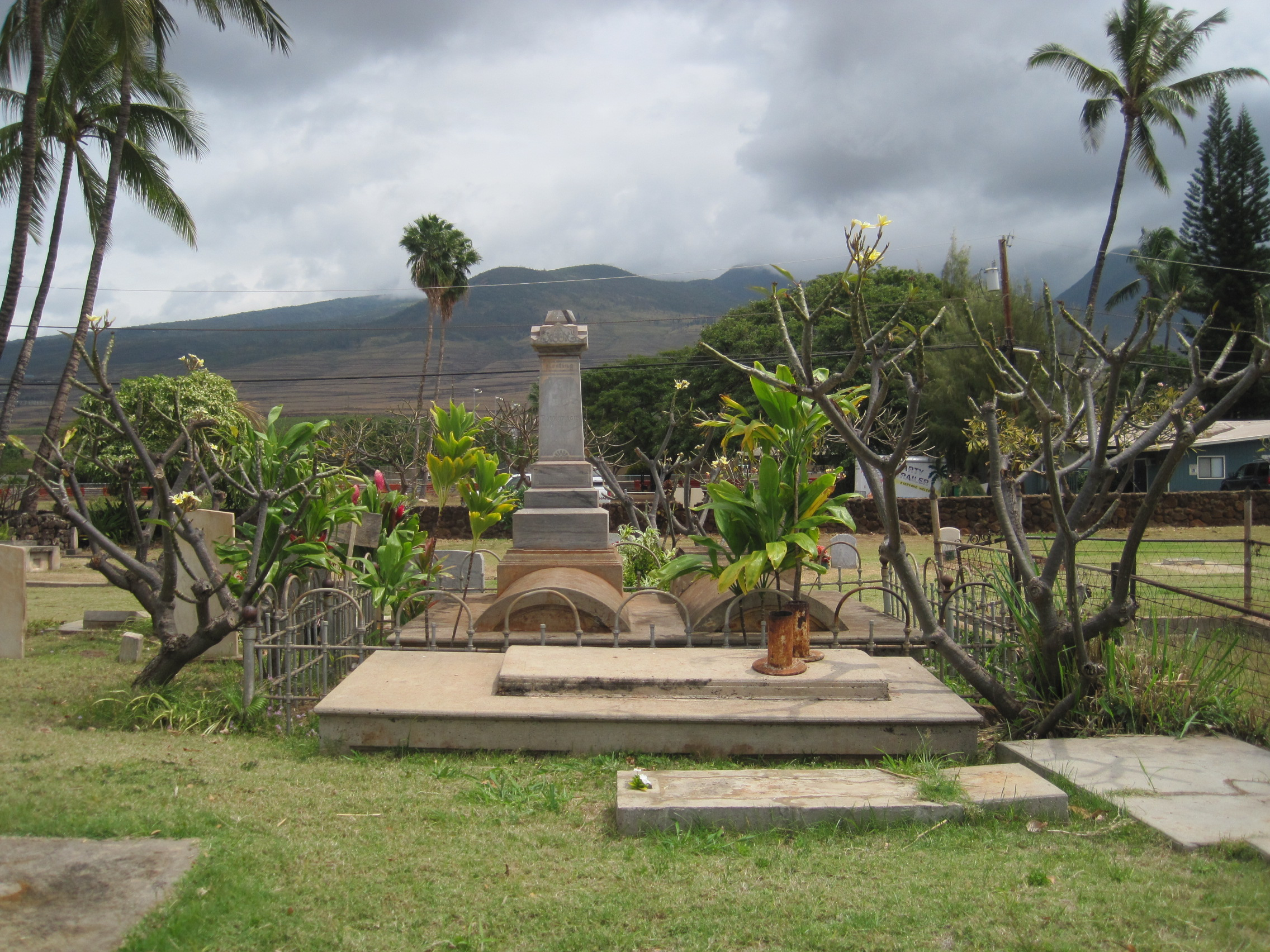